# Trudelturm

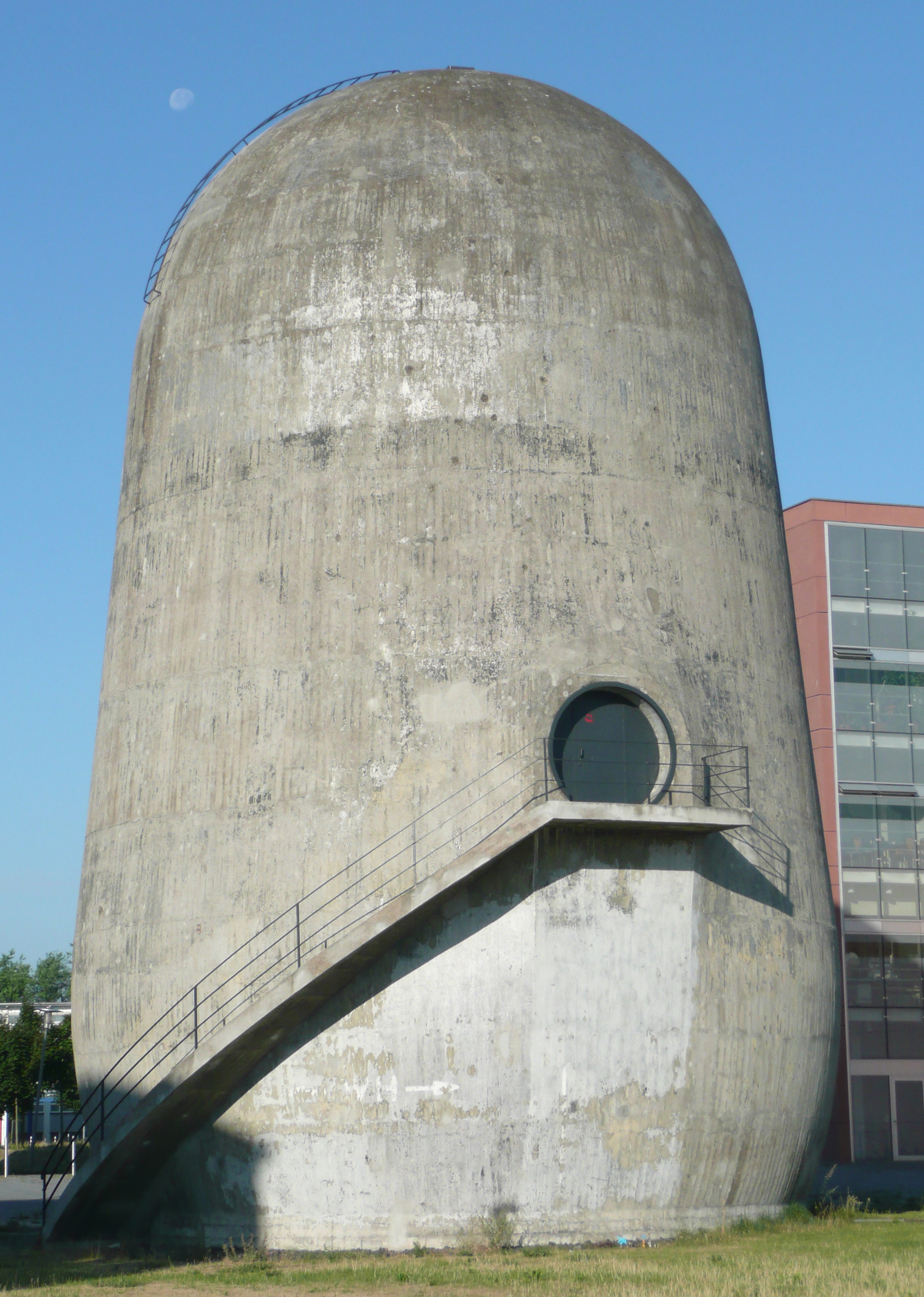
Trudelturm

Der rund 20 Meter hohe Trudelturm im Berliner Ortsteil Adlershof ist ein technisches Baudenkmal aus der Luftfahrtforschung, das in den Jahren 1934–1936 errichtet wurde.

## Geschichte
Das Gebäude, das auch „Trudelwindkanal“ genannt wurde, ließ die Deutsche Versuchsanstalt für Luftfahrt (DVL) zwischen 1934 und 1936 am ehemaligen Flugfeld Berlin-Johannisthal errichten. Es steht neben einem gleichfalls denkmalgeschützten, rund 130 Meter langen Großen Windkanal aus den gleichen Jahren. Beide sind als Teil des früheren Standortes der DVL in der Berliner Landesdenkmalliste eingetragen.
Der Turm stellte bei seiner Errichtung eine „absolute technische Innovation“ dar, mit der erstmals der gefährliche Zustand des Trudelns im Labor simuliert werden konnte. Die Versuche halfen, die komplexen Prozesse beim Trudeln besser zu verstehen. So wurde ermittelt, wie führerlos zur Erde „torkelnde“ Flugzeuge abzufangen und wieder zu beherrschen sind. In einen vertikalen (von unten nach oben verlaufenden) Luftstrom konnte ein (präzise gefertigtes) Modell so eingebracht werden, dass es stets auf Höhe der Beobachtungseinrichtung flog und dabei von Hochgeschwindigkeitskameras gefilmt werden konnte. Die Geschwindigkeit des Luftstroms konnte so reguliert werden, dass sie der Fallgeschwindigkeit des Modells entsprach. Die Einbauten sind nicht mehr vorhanden.
Der Turm gehört aktuell zum Aerodynamischen Park auf dem Campus Adlershof der Humboldt-Universität und zählt zum Bauensemble Technischer Denkmale der Luftfahrtforschung in Berlin-Adlershof der 1930er Jahre. Das Gesamtgelände ist Teil des Wissenschafts- und Wirtschaftsstandortes Adlershof WISTA, der seit 1992 auf einer Fläche von rund 420 Hektar entstanden ist. Seit 2005 trägt ein Verbindungsweg zwischen der Max-Born- und der Brook-Taylor-Straße den Namen Zum Trudelturm.

## Trivia
Der Turm diente 2005 als Kulisse einer Szene des Science-Fiction-Films Æon Flux, der 400 Jahre in der Zukunft spielt. Die Hauptdarstellerin Charlize Theron rennt dabei die Außentreppe hinauf.
Auf dem Cover des 2022er Rammstein-Albums Zeit laufen die Mitglieder der Band die Außentreppe des Gebäudes herunter.